# USS Passaic (AN-87)
La USS Passaic (AN-87) fue un barco de tendido de redes clase Cohoes construido para la Armada de los Estados Unidos. Fue adquirido por la Armada Dominicana, donde prestó servicio como Calderas (P-209) hasta su retiro en 1990.

## Historia
Fue puesto en grada el 25 de abril de 1944, botado el 29 de junio de ese mismo año, y puesto en servicio el 6 de marzo de 1945. Tras un breve servicio en la Armada de los Estados Unidos, fue retirado en 1947. En 1976, fue vendido a la Armada Dominicana, adquiriendo el nombre de Calderas (P-209). En la misma venta, el país norteamericano transfirió el USS Etlah y el USS Passaconaway.
Causó baja en 1990.